# عبد الرحمن بن جبلة
عبد الرحمن بن جبلة الأنباري قائد عسكري عباسي. تولى مهمة الاستيلاء على خرسان في عهد الخليفة العباسي الأمين. شارك في أحداث الفتنة الرابعة، وكان في صفوف الأمين. انتهت به الفتنة بمقتله عام 195 هـ على يد قائد الخليفة المأمون طاهر بن الحسين.

## نبذة تاريخية
الفتنة الرابعة أو الحرب الأهلية العباسية الكبرى، كانت نزاع بين الشقيقين الأمين والمأمون على خلافة العرش العباسي. والدهما، هارون الرشيد، كان قد اختاره الأمين كأول خليفة له، لكنه أيضاً اختار المأمون كخليفة ثاني ومنحه خراسان كإقطاعية، بينما ابنه الثالث، القاسم، خليفة ثالث. بعد وفاة هارون الرشيد عام 809، خلفه الأمين في بغداد. بتشجيع من بلاط الخلافة في بغداد، بدأ الأمين يحاول أن يعلن الحكم الذاتي في خراسان؛ وسرعان ما غاب القاسم عن المشهد. رداً على ذلك، طلب المأمون الدعم من سادة المقاطعات في خراسان، وقام بتحركات للتأكيد على الحكم الذاتي لخراسان. بزيادة الفجوة بين الشقيقين، أعلن الأمين ابنه موسى ولياً للعهد، وحشد جيش كبير. تحركت قوات الأمين نحو خراسان، لكنه طاهر بن الحسين قائد قوات المأمون تمكن من هزيمتهم في معركة الري، ثم غزا العراق وحاصر بغداد نفسها. سقطت المدينة بعد عام، وأُعدم الأمين، وأصبح المأمون خليفة، لكنه ظل يحكم من خراسان وليس من بغداد.
أدى هذا بتنامي فراغ السلطة، والذي أدى إلى نشوب حرب أهلية في المقاطعات، وأصبح هنا الكثير من الحكام المحليين في الجزيرة، سوريا، ومصر. بالإضافة إلى ذلك، فقد أدت سياسات محاباة الخراسانيين والتي اتبعها كبير وزراء المأمون الفضل بن سهل، ومناصرة المأمون للخلافة العلوية، ونفور سادة بغداد التقليديون، الذين رأوا أنهم يهمشون تدريجياً. بناء على ذلك، أعلن إبراهيم خال المأمون نفسه خليفة في بغداد عام 817، مما دعا بالمأمون أن يتدخل شخصياً. اغتيل فضل بن سهل وتترك المأمون خراسان وذهب لبغداد، ودخلها عام 819. في السنوات التالية توطد نفوذ المأمون وأعاد سيطرته على المقاطعات الجنوبية، في عملية لم تكتمل إلا عام 827. ظهرت بعض التمردات المحلية، أشهرها الخرمية، والتي استمرت لفترة طويلة.

## سيرته
وجه الخليفة الأمين عبد الرحمن بن جبلة في عشرين ألف رجل نحو همدان، واستعمله عليها وعلى كل من يفتحه في أرض خراسان وأمره بالجد وأمده بالأموال فسار حتى نزل همذان وحصنها وروم سورها. أتاه قائد الخليفة العباسي طاهر بن الحسين إلى همذان فخرج إليه عبد الرحمن على تعبئة فاقتتلوا قتالًا شديدًا، وصبر الفريقان وكثر القتل والجراح فيهم ثم انهزم عبد الرحمن ودخل همذان فأقام بها أيامًا حتى قوي أصحابه واندمل جراحهم، ثم خرج إلى طاهر فلما رآهم قال لأصحابه: إن عبد الرحمن يريد أن يتراءى لكم فإذا قربتم منه قاتلكم فإن هزمتموه ودخل المدينة قاتلكم على خندقها، وإن هزمكم التسع له المجال ولكن قفوا قريبًا من عسكرنا وخندقنا فإن قرب منا قاتلناه.
فوقفوا فظن عبد الرحمن أن الهيبة منعتهم فتقدم إليهم فاقتتلوا قتالًا شديدا وصبر الفريقان وكثر القتل في أصحاب عبد الرحمن وجعل يطوف عليهم ويحرضهم ويأمرهم بالصبر ثم إن رجلًا من أصحاب طاهر حمل على صاحب علم عبد الرحمن فقتله وزحمهم أصحاب طاهر فانهزموا ووضع فيهم أصحاب طاهر السيوف يقتلونهم حتى انتهوا إلى المدينة وأقام طاهر على بابها محاصرًا لها فاشتد بهم الحصار وضجر أهل المدينة فخاف عبد الرحمن أن يثب به أهل المدينة مع ما فيه من أصحابه من الجهد فأرسل إلى طاهر يطلب الأمان لنفسه ولمن معه فأمنه فخرج عن همذان.

## مقتله
في هذه السنة قتل عبد الرحمن بن جبلة الأنباري وكان سبب قتله أنه لما خرج في أمان طاهر أقام يري طاهرًا وأصحابه أنه مسالم لهم راض بأمانهم ثم اغترهم وهم آمنون فركب في أصحابه وهجم على طاهر وأصحابه ولم يشعروا فثبت له رجالة طاهر وقاتلوه حتى أخذت الفرسان أهبتها أشد قتال رآه الناس حتى تقطعت السيوف وتكسرت الرماح وانهزم عبد الرحمن وبقي في نفر من أصحابه فقاتل وأصحابه يقولون له: قد أمكنك الهرب فاهرب، فقال: لا يرى أمير المؤمنين وجهي منهزمًا أبدًا، ولم يزل يقاتل حتى قتل.